# Гопник, Адам
Адам Гопник (англ. Adam Gopnik; 24 августа 1956, Филадельфия) — писатель, эссеист и обозреватель. Автор книги-бестселлера «Paris to the Moon».

## Биография

### Ранние годы
Адам Гопник родился в еврейской семье в городе Филадельфия и вырос в Монреале. Его родители Ирвин (англ. Irwin) и Мирна (англ. Myrna Gopnik), были профессорами в университете Макгилла, который Гопник окончил со степенью бакалавра. Далее он писал для университетской газеты — The McGill Daily. Он защитил дипломную работу в Нью-Йоркском университете искусств. С 1986 Гопник начал свою карьеру в The New Yorker, демонстрируя интерес к баскетболу и Ренессансу.

### Интерес к искусству
Адам изучал историю искусства с его другом Кирком Варнедо (англ. Kirk Varnedoe), ведущим знаменитое в 1990-м году шоу, под названием «High/Low» в Нью-Йоркском Музее Современного Искусства (англ. New York’s Museum of Modern Art). Позже он написал статью для Search Magazine, которая связывала религию, искусство и совместимость христианства и дарвинизма. В статье он утверждает, что искусство человеческой истории — это продукт религиозных мыслей, а также, что человеческое поведение не зависит от религии или секуляризма (отделение школы от церкви).

### Париж и «Paris Journal»
В 1995 году, по заданию редакции он отправился в Париж, чтобы написать статью «Парижские журналы» (англ. Paris Journals), где описал город. Позже эту статью опубликовало издательство Random House в книге «Paris to the Moon». Книга стала бестселлером по версии издания The New York Times.

## Личная жизнь
На 2014 год, Гопник живёт в Нью-Йорке с женой Мартой Паркер (англ. Martha Parker) и двумя детьми, Люком (англ. Luke) и Оливией (англ. Olivia). У него есть пять братьев и сестер, включая Блейк Гопник (англ. Blake Gopnik), которая занимает пост арт-критика в The Daily Beast, и Элисон Гопник (англ. Alison Gopnik), которая работает детским психологом и профессором психологии в Университете Калифорнии в Беркли.

## Книги
В добавление к изданному в 2000-м году «Paris to the Moon», Random House также опубликовал авторские взгляды на жизнь в Нью-Йорке, и особенно на разницу в воспитании. «Children’s Gate» была выпущена в 2006-м году (Как и в предыдущих мемуарах, достаточное количество материала уже появлялись в The New Yorker). В 2005-м году Hyperion Books опубликовало его роман для детей «Король в окне» (англ. The King in the Window), в которой было написано об Оливере, американском мальчике, живущем в Париже, который потерял его магическое кольцо и наткнулся на древную войну между Оконными Призраками и опасным Мастером Зеркала. Следующая книга, в которой упоминаются Авраам Линкольн и Чарльз Дарвин, была названа «Ангелы и года» (англ. Angels and Ages), и была опубликована в 2009-м году. В 2010-м году Hyperion Books опубликовало фантастический роман для детей под названием «Шаги через воду» (англ. The Steps Across the Water), это хроника приключений девочки Розы, которая ищет магический город Ю Норк (англ. U Nork). В 2011-м году Гопник был выбран спикером для 50-й годовщины «Канадской Масси Лекции» (англ. Canadian Massey Lectures), где он читал пять лекций в пяти канадских городах по его книге «Зима: Пять окон на сезон» (англ. Winter: Five Windows on the Season). Его недавняя книга (2011 год) называется «Стол идет первым» (англ. The Table Comes First), о еде, её приготовлении и ресторанах.

## Награды и выступления
Частый гость на Charlie Rose, Гопник был награждён двумя национальными журнальными премиями за эссе, критику, и наградой Джорджа Полка для журнальных репортеров. Его вклад в культуру Соединённых Штатов Америки описан в Encyclopædia Britannica.
Гопник также был членом жюри в NYICFF, местном Нью-Йоркском городском кинофестивале (англ. Local New York City Film Festival), посвященном съемке фильмов для детей в возрасте 3-х и 18-ти лет.

## Работы

### Книги
- «Paris to the Moon» (2000), ISBN 0-375-75823-2. excerpt Архивная копия от 8 октября 2012 на Wayback Machine
- (редактор) «Americans in Paris: A Literary Anthology» (2004), ISBN 1-931082-56-1
- "The King in the Window (2005)
- «Through the Children’s Gate: A Home in New York» (2006), ISBN 978-1-4000-4181-7. excerpt Архивная копия от 4 марта 2022 на Wayback Machine
- «Angels and Ages: A Short Book About Darwin, Lincoln, and Modern Life» (2009), ISBN 978-0-307-27078-8
- «The Steps Across the Water» (2010), ISBN 978-1-4231-1213-6
- «Winter: Five Windows on the Season» (2011), ISBN 978-0-88784-975-6
- «The Table Comes First: France, Family, and the Meaning of Food» (2011), ISBN 978-0-307-59345-0

### Статьи
- Гопник, Адам. The Critics: A Critic at Large: Man of Fetters: Dr. Johnson and Mrs. Thrale (англ.) // The New Yorker : magazine. — Condé Nast, 2008. — 8 December (vol. 84, no. 40). — P. 90—96. Архивировано 6 июня 2011 года.
- Гопник, Адам. Talk of the Town: Comment: Read All About It (англ.) // The New Yorker : magazine. — Condé Nast, 2009. — 28 September (vol. 85, no. 30). — P. 21—22. Архивировано 9 января 2010 года.
- Гопник, Адам. Talk of the Town: Bright Ideas: Plant TV (англ.) // The New Yorker : magazine. — Condé Nast, 2010. — 15 March (vol. 86, no. 4). — P. 23—24.
- Гопник, Адам. No Rules!: Is Le Fooding more than a feeling? (англ.) // The New Yorker : magazine. — Condé Nast, 2010. — 5 April (vol. 86, no. 7). — P. 36—41. Архивировано 1 апреля 2010 года.
- Гопник, Адам. The Information: How the Internet gets inside us (англ.) // The New Yorker : magazine. — Condé Nast, 2011. — 14 February (vol. 87, no. 1). — P. 124—130.
- Гопник, Адам. The Caging of America (англ.) // The New Yorker : magazine. — Condé Nast, 2012. — 24 January (vol. 88, no. 1).